# Gunilla Gerland
Gunilla Gerland, född 13 juli 1963 i Stockholm, Sverige är en svensk författare, föreläsare och debattör.
Gerland fick diagnosen Aspergers syndrom som 29-åring. Hon debuterade 1996 med den självbiografiska boken En riktig människa, som handlar om att växa upp med Aspergers syndrom i en oförstående miljö. Hon har genom sina böcker, debattinlägg, föreläsningar och medverkan i media bidragit till kunskapen om Aspergers syndrom. Boken har fått stor spridning och är översatt till nio språk.
Gunilla Gerland är bosatt i Stockholm där hon driver företaget Pavus Utbildning. I dag (juli 2012) menar hon att hon inte längre uppfyller kriterierna för diagnoserna autism eller Aspergers syndrom.

## Källhänvisningar
1. 1 2 3  Vanna Beckman. ”Gunilla Gerland”. Region Stockkholm. Arkiverad från originalet den 22 juli 2019. https://web.archive.org/web/20190722104042/http://www.habilitering.se/autismforum/leva-med/styrkor-och-svarigheter/portratt-av-tva-kvinnor/gunilla-gerland. Läst 22 juli 2019.
2. ↑  http://www.autismforum.se/gn/opencms/web/AF/Leva_med_autism/gunilla_gun_och_gunilla/gunilla_gerland.html Arkiverad 6 januari 2014 hämtat från the Wayback Machine.